# Avilés
Avilés este o localitate în comunitatea autonomă Asturias, Spania. Orașul Avilés are o populație de 83.617 locuitori în 2011 conform Institutului Naţional de Statistică al Spaniei.
1. ↑  Nomenclátor Geográfico de Municipios y Entidades de Población (20240402 edition)
2. ↑   http://www.sadei.es/es/portal.do?IDM=21&NM=2 Lipsește sau este vid: |title= (ajutor)